# Huave (jezična porodica)
Huavean, izolirana porodica indijanskih jezika koja obuhvaća 4 različita huave jezika, koji se govore u meksičkoj državi Oaxaca. Narod Huave po kojima porodica dobiva ime po zanimanju su ribari i ratari. Četiri huave jezika koja čine porodicu su: San Dionisio del Mar huave, San Francisco del Mar Huave, San Mateo del Mar Huave i Santa María del Mar Huave. 

## Vanjske poveznice
- Ethnologue (14th)
- Ethnologue (15th)